# Bruant de Pallas
Emberiza pallasi
Espèce
Statut de conservation UICN

 LC  : Préoccupation mineure

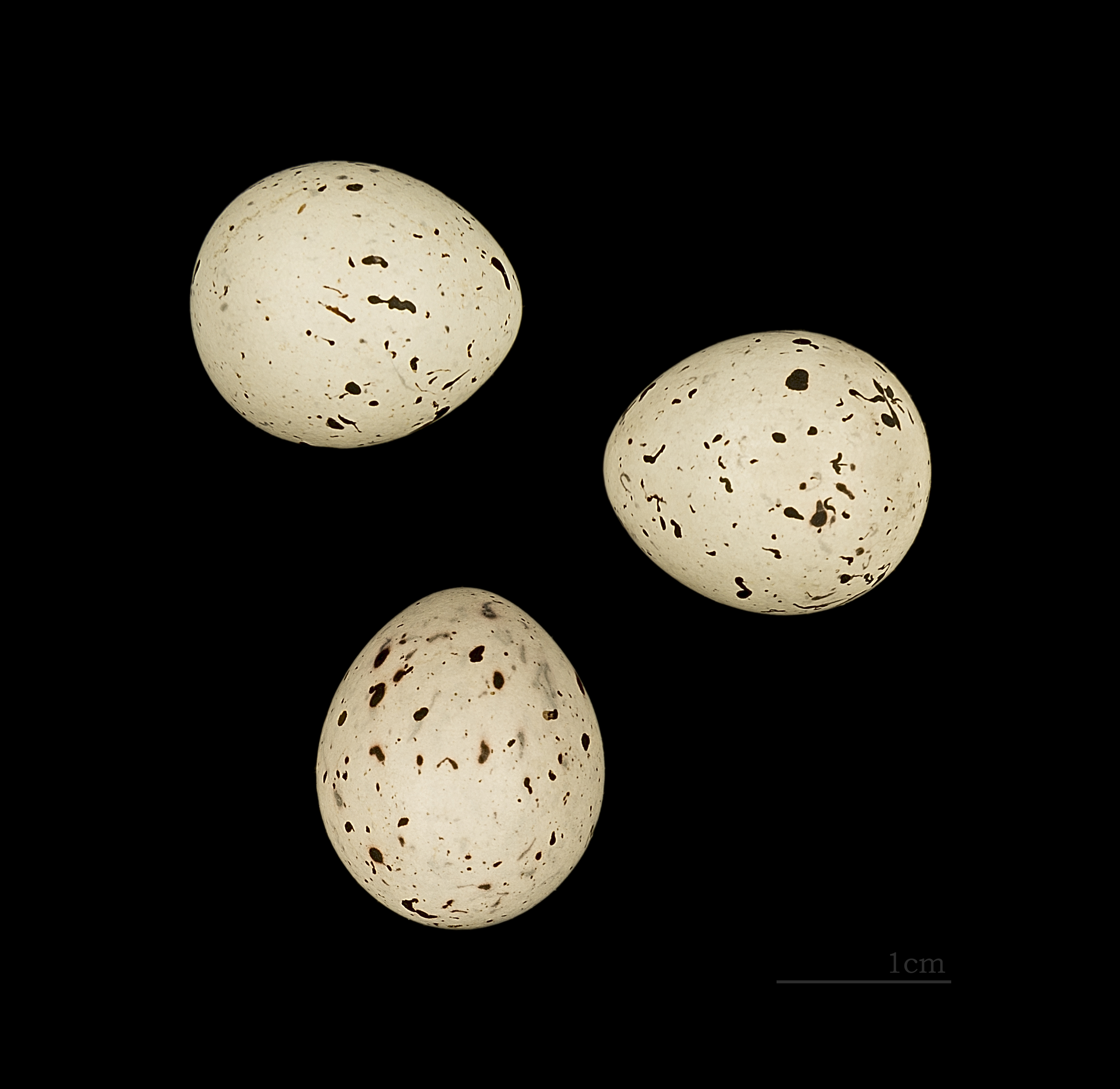
Œufs du Bruant de Pallas. Muséum de Toulouse.

Le Bruant de Pallas  est une espèce de passereaux appartenant à la famille des Emberizidae.

## Historique et dénomination
L'espèce Emberiza pallasi a été décrite par l’ornithologue allemand Jean Louis Cabanis en 1851. Il l'a dédiée au naturaliste Peter Simon Pallas.

### nom vernaculaire
- Bruant de Pallas

## Taxinomie
Liste des sous-espèce
- Emberiza pallasi pallasi
- Emberiza pallasi lydiae
- Emberiza pallasi minor
- Emberiza pallasi polaris

## Habitat
Le bruant de Pallas vit en Asie centrale et en Asie septentrionale, jusqu'en Mongolie. C'est un oiseau migrateur qui hiverne en Asie du Sud-Est, jusqu'en Corée et en Mandchourie. Il arrive rarement qu'il migre en Europe occidentale.